# Менжик (Великопольське воєводство)
Менжик (пол. Mężyk, нім. Mensik) — село в Польщі, у гміні Велень Чарнковсько-Тшцянецького повіту Великопольського воєводства.
Населення — 149 осіб (2011).
У 1975-1998 роках село належало до Пільського воєводства.

## Демографія
Демографічна структура станом на 31 березня 2011 року:
|          | Загалом | Допрацездатний вік | Працездатний вік | Постпрацездатний вік |
| -------- | ------- | ------------------ | ---------------- | -------------------- |
| Чоловіки | 76      | 17                 | 52               | 7                    |
| Жінки    | 73      | 15                 | 43               | 15                   |
| Разом    | 149     | 32                 | 95               | 22                   |